# Marattkrigen
Marattkrigen var tre krig som utkämpades mellan Marathariket i Indiens centrala delar och det Brittiska ostindiska kompaniet mellan 1775 och 1825. Krigen ledde till att britterna fick kontroll över området och befäste sin position som härskare över Indien.

## Första marattkriget
Första marattkriget pågick mellan 1775 och 1782. Efter marattfursten Madhavrao Peshwas död 1771 inleddes en maktkamp i riket. Tronen ärvdes av brodern Narayanrao. Denne mördades av farbrodern Raghunathrao, som själv ville ha makten. Narayanrao hustru var gravid vid tidpunkten för mordet och födde en son, vilken utsågs till furste av marattadeln. Raghunathrao sökte då stöd hos britterna för att återfå titeln i utbyte mot bland annat Bassein och Salsetteön samt några andra öar vid Bombay.
Den brittiske generalguvernören i Indien, Warren Hastings bistod med 2 500 soldater som gick in i riket. Efter vissa framgångar led britterna ett stort nederlag vid Wadgaon 1779 och skrev på ett fördrag där de avstod från alla besittningar utom Salsetteön. Britterna fortsatte strida även efter Wadgaon fram till fredsfördraget i Salbei 1782. Det gav inte britterna något mer land men de befäste sin position som politisk maktfaktor i Marathriket.

## Andra marattkriget
Andra marattkriget inleddes 1803 när lord Wellesley var Ostindiska kompaniets generalguvernör i Indien och avslutades 1805. Marattfursten Bajirao Peshwa II utmanades på posten av den rivaliserande ätten Holkar. Han sökte beskydd hos britterna genom fördraget i Bassein där britterna bland annat fick kontroll över Surat och Baroda och över peshwans utrikespolitiska relationer. De båda ätterna Scindia och Bhonsle motsatte sig överenskommelsen men förlorade i två slag vardera mot britterna. Scindia besegrades i slagen vid Laswari och Delhi av general Lake och Bhonsle vid Assaye och Argaon av general Arthur Wellesley. Wellesley var bror till generalguvernören, han besegrade en större och modernare indisk armé och efter att ha återvänt till Europa besegrade han Napoleon i slaget vid Waterloo och adlades sedermera till hertig av Wellington. Holkar avvaktade stridigheterna men återerövrade sedan lejonparten av britternas landvinningar vilket stadfästes i Raigadfördraget. Ostindiska kompaniet oroades av generalguvernören Wellesley hårdföra politik i området och han kallades tillbaks till England redan 1804. Han ersattes av Charles Cornwallis som därmed innehade ämbetet för andra gången men dog efter bara ett par månader.

## Tredje marattkriget
Då maratherna för sista gången förenade sina krafter mot sina segrande rivaler om herraväldet över Indien, bröts genom tredje marattkriget (1817-1818) fullständigt deras makt. Den förnämste marathhövdingens, peshwas, område införlivades med presidentskapet Bombay, holkar i Baroda och bhonsla i Nagpur blev lydfurstar liksom även ett stort antal förut oberoende rajputfurstar. Av annekterade områden bildades Centralprovinserna under direkt brittisk förvaltning.